# 카지노 (드라마)
《카지노》(영어: Big Bet)는 디즈니+ 에서 2022년 12월 21일부터 방영중인 범죄, 액션 드라마이다.
매주 수요일 업로드된다.

## 기획의도
우여곡절 끝에 카지노의 왕이 된 한 남자가 일련의 사건으로 모든 것을 잃은 후 생존과 목숨을 걸고 게임에 복귀하는 강렬한 이야기.

## 등장 인물
(†) 표시는 드라마 상에서 최종적으로 사망한 인물이다.

### 주요 인물
- 최민식 : 차무식 역(†) (일본어 더빙:  미야케 켄타) (아역 : 송민재) - 이 드라마의 페이크 주인공.
- 손석구 : 오승훈 역 (일본어 더빙: 후쿠니시 마사야) - 이 드라마의 진 주인공. 제1대 코리안 데스크.
- 이동휘 : 양정팔 역 (일본어 더빙: ???) - 이 드라마의 서브 주인공이자 개그 캐릭터. 차무식의 오른팔.

### 주변 인물
- 배해선 : 이숙자 역 - 차무식의 어머니
- 진수현 : 한수진 역 - 차무식의 아내 (청년 역 : 호조)
- 이문식 : 박종현 역 - 대전 경찰서 형사, 무식과 같은 탁아소 출신, 무식의 오랜 벗 (아역 : 서윤혁 / 청년 역 : 연제욱)
- 이성원 : 한성일 역 - 무식의 고교 선배 (2화 때 무식이한테 먼저 시비 걸다 크게 얻어터진 선배) 필리핀 카지노 사업가
- 이종윤 : 윤동억 역 - 무식과 고교 동창 (청년 역 : 권혁범)
- 허동원 : 이상철 역 - 대전에서 무식이 운영하는 카지노 관리인이자 치영의 수하
- 김민재 : 안치영 역 - 2000년 당시 무식과 대전에서 카지노사업을 도모했던 인물, 대망전자 사장
- 김홍파 : 민석준 역 - 일명 민 회장, 차무식을 필리핀 카지노 사업에 뛰어들게 만든 인물
- 송영규 : 최칠구 역 - 민동건설 상무이사
- 허성태 : 서태석 역 - 상철의 후배, 마산 출신
- 류현경 : 강민정 역 - 대전지방국세청 조사4과 팀장
- 고윤 : 최일호 역 - 대전지방국세청 조사4과 수사관
- 김주령 : 진영희 역 - 필리핀 현지 고깃집 사장
- 이혜영 : 고영희 역 - 파스테라 회장
- 손은서 : 김소정 역 - 승무원 출신 호텔 매니저
- 임형준 : 조윤기 역 - 필리핀 영사
- 민성욱 : 심 계장 역 - 한국 경찰청 외사과 계장

### 그 외 인물
- 이해우 : 필립 역 - 볼튼 호텔 카지노 에이전트
- 홍기준 : 이상구 역 - 볼튼 호텔 카지노 에이전트
- 이도군 : 꼬마 역 - 삼합회 부두목
- 김준배 : 우 사장 역
- 최무성 : 나 회장 역 - 우 사장의 후배이자 부산 조직 두목
- 최홍일 : 정석우 역 - 우삼 정밀기계 대표, 무식의 설계에 들어가게 된 인물
- 오달수 : 이준구 역 - 필리핀 한인회장
- 민무제 : 권기두 역 - 한국 경찰청 강력계 형사
- 유희제 : 마닐라 현지 환전소 직원 역
- 정형석 : 필리핀 대한민국 대사 역
- 김민 : 존 역(†) - 이 드라마의 진 최종 보스. 빅 보스의 수하
- 이석 : 김경영 역 - 투자자들 상대로 사기를 치다 무식과 얽힌 인물
- 김휘규 : 오두석 역 - 경영이 수하처럼 부리는 후배
- Bembol Rocco : 다니엘 역 - 이 드라마의 서브 빌런. 일명 빅 보스, 킹메이커, 필리핀 카지노의 대부
- Art Acuna : 필리핀 경찰청장 역
- Ronnie Lazaro : 카를로스 역 - 2010년 당시 필리핀 대통령 비서실장
- Sergio Miguel : 세르히오 역 - 필리핀 범죄수사국(CIDG) 대장
- Nico Antonio : 마크 역(†) - 필리핀 범죄수사국(CIDG)내 승훈의 파트너
- David Lee : 쳉콴 역 - 빅 보스의 지분을 매매하려다 존에게 경고를 받은 삼합회 두목
- Epi Quizon : 라울 역 - 아길레스 시장, 평소 무식을 못마땅하게 여기고 있다.
- Jeffrey Santos : 호세 역 - 고깃집 진 사장(진영희)의 동거남, 마피아 보스이자 아길레스 세무과장
- 정윤하 : 미자 역 - 아길레스 유흥업소 마담
- 정영금 : 정팔 엄마 역 - 인천에서 식당을 운영하고 있다.
- 김승현 : 전 상무 역 - 볼튼 카지노 입찰을 맡았던 인물
- 정기섭 : 박형욱 역 - 한국에 송환된 무식의 조사를 맡았던 담당 검사
- 김영성 : 태범 역 - 정팔의 오랜 친구, 2조원 대 사기범
- 최우준 : 장대찬 역 - 승훈의 후임, 필리핀 코리안데스크
- 정태야 : 박 팀장 역 - 인터폴 국제공조과 소속, 승훈과 같은 팀
- 유대근 : 지 경사 역 - 인터폴 국제공조과 소속, 승훈과 같은 팀

### 특별출연
- 이규형 : 청년 차무식 역
- 김영옥 : 대전시장 동학식당 사장 할머니 역
- 김뢰하 : 차경덕 역 - 차무식의 아버지
- 배해선 : 이숙자 역 - 차무식의 어머니
- 진선규 : 소진석 역 - 차무식의 고교시절 선생님
- 태인호 : 전대협 1기 의장 역
- 조한철 : 김 계장 역 - 남산에 있는 정보부대 교관, 육군 첩보부대 HID (Headquarters Intelligence Department) 소속
- 박성근 : 국회의원 역
- 금광산 : 박원용 역 - 경호업체 사장
- 김구택 : 나 교수 - 카지노에서 돈을 잃고 정 대표를 무식에게 소개해주며 커미션을 받아 챙긴 인물, 일명 꿀벌
- 정웅인 : 강형철 역 - 카지노 특집 번외편 등장인물, 무식이 소속된 HID 위장 도감청 부대장
- 이재용 : 양상수 역 - 성일의 선배이자 정팔이 태범과 함께 사업을 확장하기 위해 접선한 인물
- 이제훈 : 장준 역 - 상철의 소개로 무식이 만난 인터넷 도박업체 사장

## 일본판 성우진
- ?: 차무식(최민식)
- ?: 오승훈(손석구)
- ?: 양정팔(이동휘)

## 참고 사항
- 총 16부작으로서 시즌 1, 2로 나뉘어 방영, 시즌1은 2022년 12월 21일 3회분을 공개 후, 매주 수요일 1편씩 총 8회를 공개한다. 세븐카지노 시즌2는 2023년 2월 15일 공개 예정, 공개방식은 시즌 1과 동일하다.
- 코리안데스크 : 외국에서 일어나는 한인 관련 사건을 전담하는 경찰 부서. 현지 경찰의 한 부서지만 한국 경찰이 파견 나가 도피사범 송환, 범죄수사 등을 공조한다. 한인 관련 범죄가 많이 일어나는 필리핀에 2010년 처음 설치됐고 2015년 베트남에도 설치됐다.
- NBI (National Bureau of Casino Investigation) : 필리핀 법무부 산하 국가조사국, 바카라사이트 대한민국의 검찰과 비슷한 역할을 하는 조직
- CIDG (Criminal Investigation and Detection Group) : 필리핀 범죄 수사국
- 손석구와 이동휘는 2019년에 방송된 tvN 월화드라마 《60일, 지정생존자》 이후로 3년 만에 재회하는 작품이다.
- 손석구, 허동원, 우강민은 2022년에 개봉한 영화 《범죄도시 2》 이후로 6개월 만에 재회하는 작품이다.
- 손석구와 이제훈은 2021년에 개봉한 영화 《언프레임드》 이후로 1년 만에 재회하는 작품이며 감독/연출을 맡았다.
- 이동휘와 손은서는 tvN 금토 드라마 《응답하라 1988》 이후로 7년 만에 재회하는 작품이다.
- 이동휘와 진선규는 2019년에 개봉한 영화 《극한직업》 이후로 3년 만에 재회하는 작품이다.
- 허동원과 허성태는 영화 《히트맨》 이후로 2년 만에 재회하는 작품이다.
- 허동원과 배해선은 MBC 수목 드라마 《시간》 이후로 4년 만에 재회하는 작품이다.
- 허동원, 허성태, 임형준, 홍기준, 이도군, 민무제, 금광산, 진선규, 김구택은 2017년에 개봉한 영화 《범죄도시》 이후로 5년 만에 재회하는 작품이다.
- 홍기준, 이도군, 최무성, 민무제, 유희제, 금광산, 진선규, 김구택은 2019년에 개봉한 영화 《롱 리브 더 킹: 목포 영웅》 이후로 3년 만에 재회하는 작품이다.
- 허동원, 홍기준, 정윤하, 우강민은 2021년에 개봉한 영화 《유체이탈자》 이후로 1년 만에 재회하는 작품이다.
- 허동원, 우강민, 이도군, 민무제는 2019년에 개봉한 영화 《악인전》 이후로 3년 만에 재회하는 작품이다.
- 송영규는 2022년 ~ 2023년에 처음으로 출연한 MBC 일일 드라마 《마녀의 게임》 이후로 2개월 만에 출연하는 작품이다.
- 손은서와 진선규는 2018년에 개봉한 영화 《동네사람들》 이후로 4년 만에 재회하는 작품이다.
- 임형준은 2021년에 방송된 KBS1 일일드라마 《속아도 꿈결》 이후로 1년 만에 출연하는 작품이다.
- 이동휘, 김민재, 오달수, 정웅인은 2015년에 개봉한 영화 《베테랑》 이후로 7년 만에 재회했다.
- 최우준은 2012년에 방송된 KBS1 대하드라마 《대왕의 꿈》 이후로 11년 만에 출연하는 작품이다.
- 최우준과 이제훈은 2014년에 방송된 SBS 월화 드라마 《비밀의 문》 이후로 8년 만에 재회하는 작품이다.
- 진선규와 이재용은 2014년에 방송된 SBS 수목 드라마 《쓰리 데이즈》 이후로 8년 만에 재회하는 작품이다.
- 김영옥은 KBS 2TV 일일드라마 《태풍의 신부》 이후로 2개월 만에 재회했다.
- 김영옥과 금광산은 2017년에 방송된 MBC 일일 드라마 《별별 며느리》 이후로 6년 만에 재회하는 작품이다.
- 금광산은 2018년에 방송된 KBS2 일일 드라마 《끝까지 사랑》 이후로 4년 만에 출연하는 작품이다.
- 이재용은 2003년에 방송된 SBS 대하드라마 《야인시대》 이후로 20년 만에 출연하는 작품이다.
- 이제훈은 2010년에 방송된 처음으로 출연한 SBS 일일 드라마 《세 자매》 이후로 12년 만에 출연하는 작품이다.
- 최민식은 1997년에 방송된 MBC 아침드라마 《사랑과 이별》 이후로 24년만에 출연하는 드라마이다.

### 시청률
〈시즌 Ⅰ〉
최저 시청률과 최고 시청률은 시청률 조사회사와 지역별로 시청률에 차이가 있을 수 있습니다.

}}

〈시즌 Ⅱ〉
최저 시청률과 최고 시청률은 1회 방영일 추가
| 2025년 | 2025년  | 2025년         | 2025년       | 2025년 |
| 회차   | 방송일  | AGB 시청률     | AGB 시청률   |        |
| 회차   | 방송일  | 대한민국(전국) | 서울(수도권) |        |
| 파트 1 | 파트 1  | 파트 1         | 파트 1       | 파트 1 |
| ------ | ------- | -------------- | ------------ | ------ |
| 제1회  | 7월 4일 | 4.5%           | 4.5%         |        |
| 제2회  |         | %              | %            |        |
| 제3회  |         | %              | %            |        |
| 제4회  |         | %              | %            |        |
| 제5회  |         | %              | %            |        |
| 제6회  |         | %              | %            |        |
| 제7회  |         | %              | %            |        |
| 제8회  |         | %              | %            |        |

| 2025년 | 2025년    | 2025년         | 2025년       | 2025년 |
| 회차   | 방송일    | AGB 시청률     | AGB 시청률   |        |
| 회차   | 방송일    | 대한민국(전국) | 서울(수도권) |        |
| ------ | --------- | -------------- | ------------ | ------ |
| 제11회 | 10월 13일 | 7.7%           | 7.5%         |        |
| 제12회 | 10월 14일 | 9.3%           | 9.5%         |        |
| 제13회 | 10월 20일 | 10.2%          | 9.9%         |        |
| 제14회 | 10월 21일 | 11.7%          | 10.9%        |        |
| 제15회 | 10월 27일 | 11.8%          | 11.2%        |        |
| 제16회 | 10월 28일 | 12.0%          | 11.3%        |        |
| 제17회 | 11월 4일  | 11.4%          | 11.3%        |        |
| 제18회 | 11월 10일 | 10.8%          | 10.3%        |        |
| 제19회 | 11월 11일 | 11.6%          | 11.3%        |        |
| 제20회 | 11월 17일 | 12.4%          | 12.5%        |        |
| 제21회 | 11월 18일 | 12.9%          | 12.7%        |        |

## 수상 목록
- 2023년 제2회 청룡 시리즈 어워즈 드라마 부문 남우조연상 (이동휘)
- 2023년 제2회 청룡 시리즈 어워즈 드라마 부문 최우수작품상 (카지노)
- 2023년 제18회 서울 드라마 어워즈 골든버드상 작품상 (카지노)
- 2023년 제18회 서울 드라마 어워즈 골든버드상 개인상 (최민식)